# 螳螂
螳螂（英語：Mantis），泛稱螳螂目（Mantodea）下的昆蟲，目前共計超過2400種，分布於15科、約430屬當中，其中種類數量最多的科為螳螂科。
螳螂與蜚蠊目同屬於網翅總目中的一員。有些螳螂在外型上與竹節蟲（竹節蟲目）、蝗蟲（直翅目）或是螳蛉（脈翅目）相似，因而易被混淆。多數螳螂為伏擊型掠食者，部分種類則會主動追擊獵物。一般而言，螳螂的壽命約一年，在一年一世代的種類中，雌螳螂通常於秋季產下卵鞘後死亡，其後代則受卵鞘的保護以度過冬季。
螳螂分布範圍廣泛，從溫帶到熱帶皆有種類居住。多數種類頭部呈三角形且可靈活轉動，其頭部兩側通常有著巨大的複眼。多數種類身體細長，部分種類的成蟲沒有外觀上完整且易於觀察的翅膀。但所有螳螂皆具備膨大、並可以攫取獵物的前足。
有些種類在休息時會呈現看似直立的姿勢，並將前足收起於前胸之前，而螳螂因為這樣特殊的姿勢，在某些語言中被稱為「祈禱蟲」，例如葡萄牙文中的螳螂（louva-a-deus）意思即為「向神祈禱」。有些早期文明認為螳螂具有超自然力量，例如：古希臘、古埃及和亞述。部分種類的雌蟲有性食行為，會攻擊並取食受性費洛蒙吸引而來的雄蟲，因此在某些文化中，雌螳螂常被作為「致命情人」的象徵。此外，螳螂也是相當受歡迎的寵物昆蟲之一。

## 螳螂的分類與演化
螳螂目目前共計約430屬，超過2400種。大部分種類分布於熱帶區域，有少部分分布於溫帶。 
螳螂目在系統分類學上的地位曾有過多次的重大更動，目前的分科方式是以馬克斯·貝耶於1968年所建立的8科系統為藍本逐步修改而來。螳螂曾經與竹節蟲（竹節蟲目）、蟑螂（蜚蠊目）和螳䗛（螳䗛目）一同被歸於直翅目之下。1991年，克里斯滕森將螳螂以螳螂亞目的位階，與蟑螂、白蟻一同置入網翅目之下。 
克拉斯（Klaus-Dieter Klass）於1997年研究雄性的外生殖器形態後，認為缺爪螳科和金屬螳科在很早以前就已經與其他類群分道揚鑣。此外，近期的分子證據指出許多類群如螳科、攀螳科和細足螳科等等皆非單系群，因此螳螂科級的親緣關係仍然有待科學家持續修訂。  
同樣具有捕食性前足的螳蛉，外觀上常與螳螂混淆，但此特徵其實是趨同演化的結果。螳蛉並無與螳螂類似的革質化前翅。

## 生物學

### 解剖學

#### 頭部

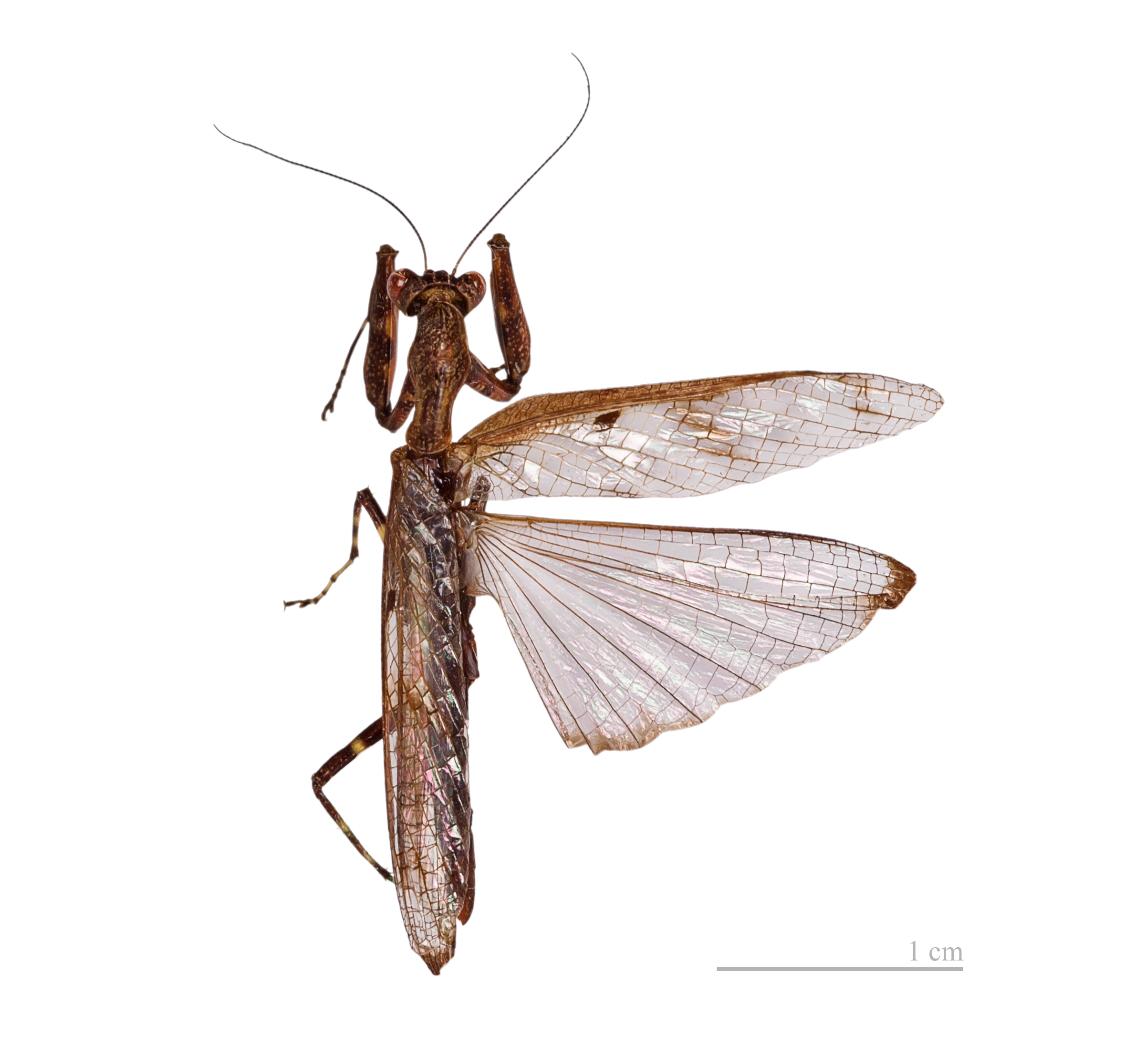
Raptrix perspicua 雄性成蟲的展翅標本，圖中可以看出螳螂典型的翅膀排列。

多數螳螂的頭部大致上呈倒三角形，複眼多位於頭部上側的兩端，具備三個單眼以及兩根觸角，其口器多為下口式（hypognathous），且通常具備尖銳而有力的大顎。
螳螂頭部之於其他網翅類群最不同的地方在於：螳螂頭部與前胸連接處十分柔軟有彈性，讓螳螂的頭部能夠轉動，不少種類甚至有達180°的轉動範圍。

#### 胸部
螳螂的胸部三節（前胸、中胸及後胸）外觀上清楚可見，分別連接著前足、中足以及後足，其中連接著捕捉足的前胸，更是螳螂分類上的重要形態特徵之一。螳螂的前胸背板被一條凹陷可見的基節上橫溝劃分成兩的區域，分別稱作溝前區和溝後區，而「前胸被凹陷的橫溝分區」的此一特徵乃是螳螂的自衍徵之一，不可見於其他昆蟲。除了似螳属（Mantoida）之外，絕大多數種類的前胸背板長度大於中、後胸背板。而前胸背板與前足的連接處十分柔軟有彈性，可以允許前足有極大的轉動範圍，但中、後足的可轉動範圍相較於前足極其有限。
螳螂分類上另一個重要的形態特徵是其前足，多數種類的前足上帶有許多細小的刺，在捕捉獵物時可用以限制獵物的行動，又因捕食的功能亦被稱作「捕捉足」。螳螂的足與多數昆蟲一樣，共可分成五個小節，從連接身體處到最末端分別為：基節、轉節、腿節、脛節、跗節。其中，捕捉足的基節和轉節相當發達，其體積通常遠大於中、後足的基節和轉節，而在相對比例上，前足基節的長度通常與前足腿節相當，但中、後足的腿節長度卻遠遠大於中、後足的基節（如圖）。

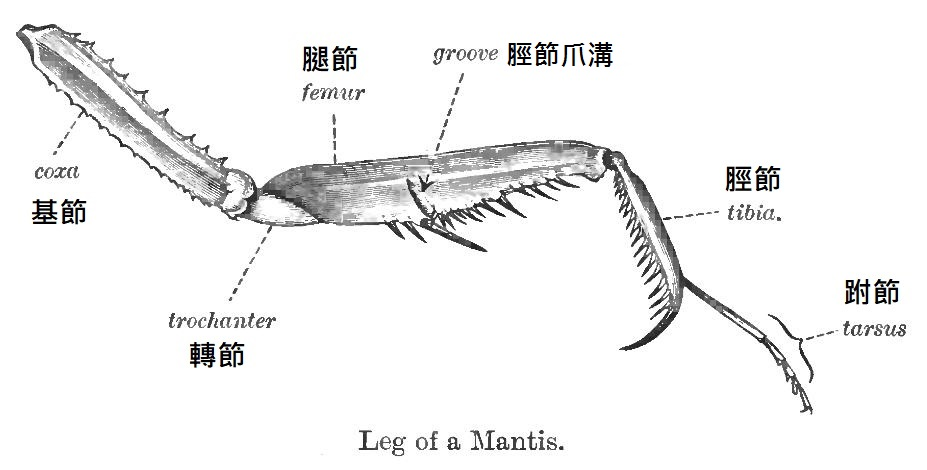
螳螂的捕捉足，可以看到特別長的基節和轉節。腿節和脛節共同形成捕捉的位置。

螳螂的前足腿節上通常可見三排刺，分別為前腹側刺（anteroventral spines）、後腹側刺（posteroventral spines）以及基盤刺（discoidal spines）。除了金屬螳屬（Metallyticus）之外，所有螳螂的前足腿節上都有一排可見的端刺，位置約在腿節腹側（Ventral）中央偏身體側，數量從1到5根不等，因種類而異。在前腹側刺和端刺中間通常有個凹槽，稱作脛節爪溝。
前足腿節的前腹側刺和後腹側刺之可見數量總和則會因種類不同而有極大的差異，從近30根的缺爪螳屬（Chaeteessa）到1根都沒有的怪螳族（Amorphoscelinae）都有。
前足脛節則通常可見兩排刺，為前腹側刺和後腹側刺，無端刺。其刺的數量也因種類而異有著極大的變化。幾乎所有種類的脛節末端都有一根巨大而突起的端爪（apical spur），在平時腿節與脛節交疊時收於腿節的脛節爪溝中，其收起時的姿勢猶如祈禱者一般。
前足跗節通常由五個可見的跗小體（tarsomeres）所組成，除了異跗螳屬（Heteronutarsus）之外。跗節的主要功能為步行，並不參與捕食，其末端有一對爪（unguis），沒有爪間體（arolium）。
螳螂依其翅型大致上可分為四種類型：長翅型（macropterous）、短翅型（brachypterous）、微翅型（micropterous）、無翅型（apterous）。排除無翅型不談，一般螳螂的翅膀共有兩對，前翅生於中胸而後翅生於後胸。前翅的革質化程度較高，較後翅堅硬且多具色彩，有些種類的前翅色彩為螳螂提供了隱蔽性，有助於融入環境；後翅的膜質化程度較高，較前翅柔軟脆弱且多為透明，主要功能為飛行。

#### 腹部
所有螳螂的腹部背側由10片背板（tergites）組成，雄蟲的腹側可見腹板有9片、雌蟲則為7片，兩性的腹部末端皆有兩根尾毛（cerci），雄蟲第9片腹板的末端有兩根尾針（styli）。

### 視覺

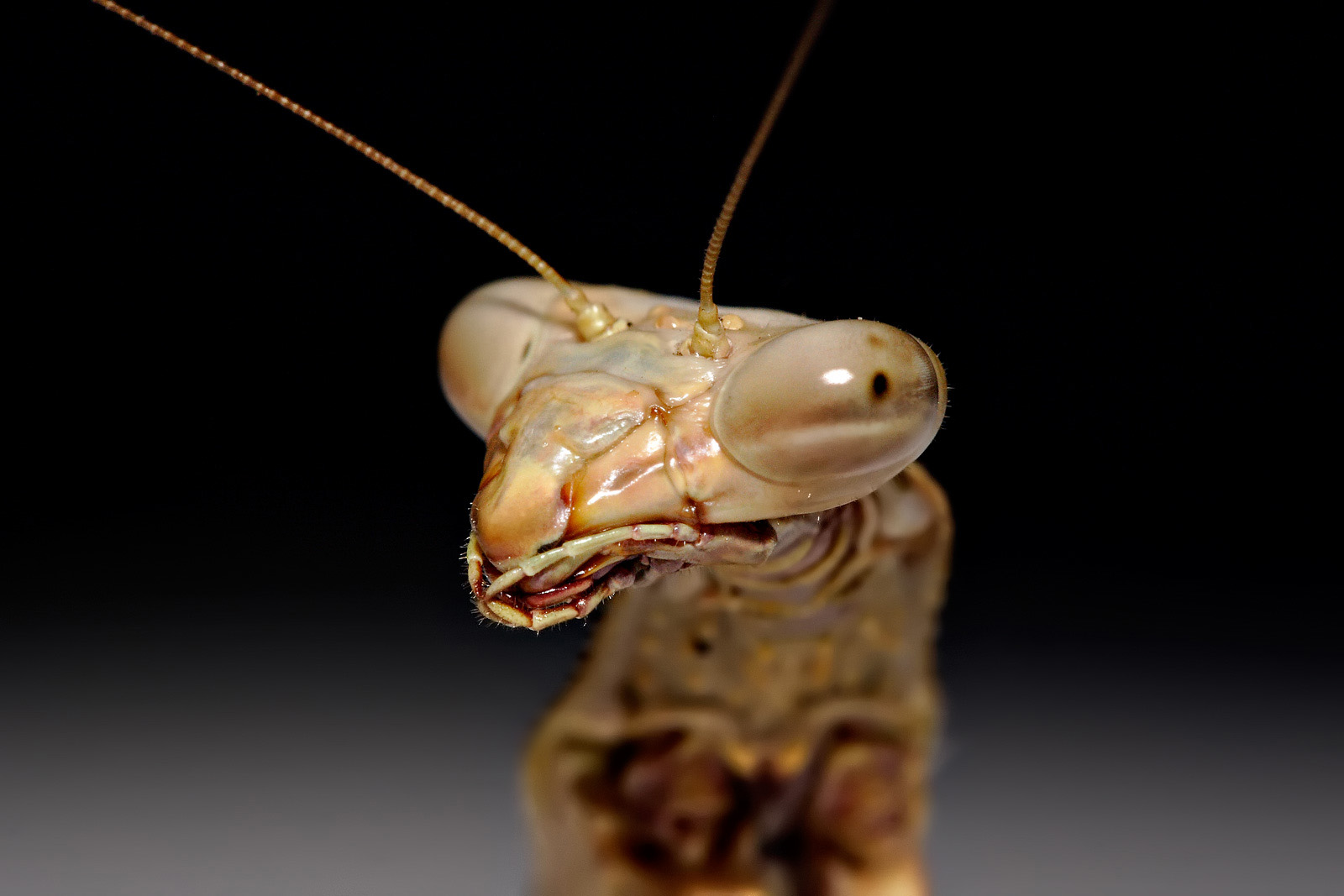
澳洲巨枝螳（Archimantis latistyla）的頭部，可以看到巨大的複眼以及上唇。

螳螂具有立體視覺，可以定位獵物的位置。其複眼由約10,000 個小眼所構成，其中視覺最敏銳的部分位於中央窩（fovea）附近，可提供高解析度的影像。而周邊區域的小眼則主要負責動態視覺，當周圍有任何風吹草動時，其頭部可以快速旋轉，使目標進入中央窩的視野，並可透過頭部的擺動反覆調整對焦，利用高解析度的中央窩持續追蹤獵物的一舉一動。螳螂的兩個複眼分離且並陳於頭部上方的兩端，為螳螂提供了開闊的雙眼視野和精確的近距離立體視覺對焦。此外，在觀察螳螂時，會發現其複眼上有一黑點看起來一直「注視」著觀察者，該黑點稱作偽瞳孔（pseudopupil）。而偽瞳孔的產生，是因為部分的小眼在吸收入射光後卻沒有反射光線到觀察者的瞳孔中。
螳螂的小眼為並列眼（apposition eye），擁有這種類型複眼的昆蟲多半被認為是日行性 ，但並不全然如此，許多昆蟲的並列眼也有夜間適應的能力，例如某些蟑螂和螳螂。某些螳螂的複眼在夜間適應與日間適應下會有不同顏色，通常在夜間適應時的顏色較深，其原因可能是因為色素在夜間適應下會移動到末端主要色素細胞（distal primary pigment cells）。而根據Schirmer和Prete等人的研究顯示，螳螂在日間的活躍程度僅高出夜間些許，其活動高峰期位於黃昏時分。許多種類的螳螂也會在夜間受人工光源的吸引而飛行或步行趨光而來，藉由趨光性而捕捉到的螳螂幾乎全為雄性，可能因為雌螳螂的移動能力普遍遠低於雄螳螂。

### 食性與捕食

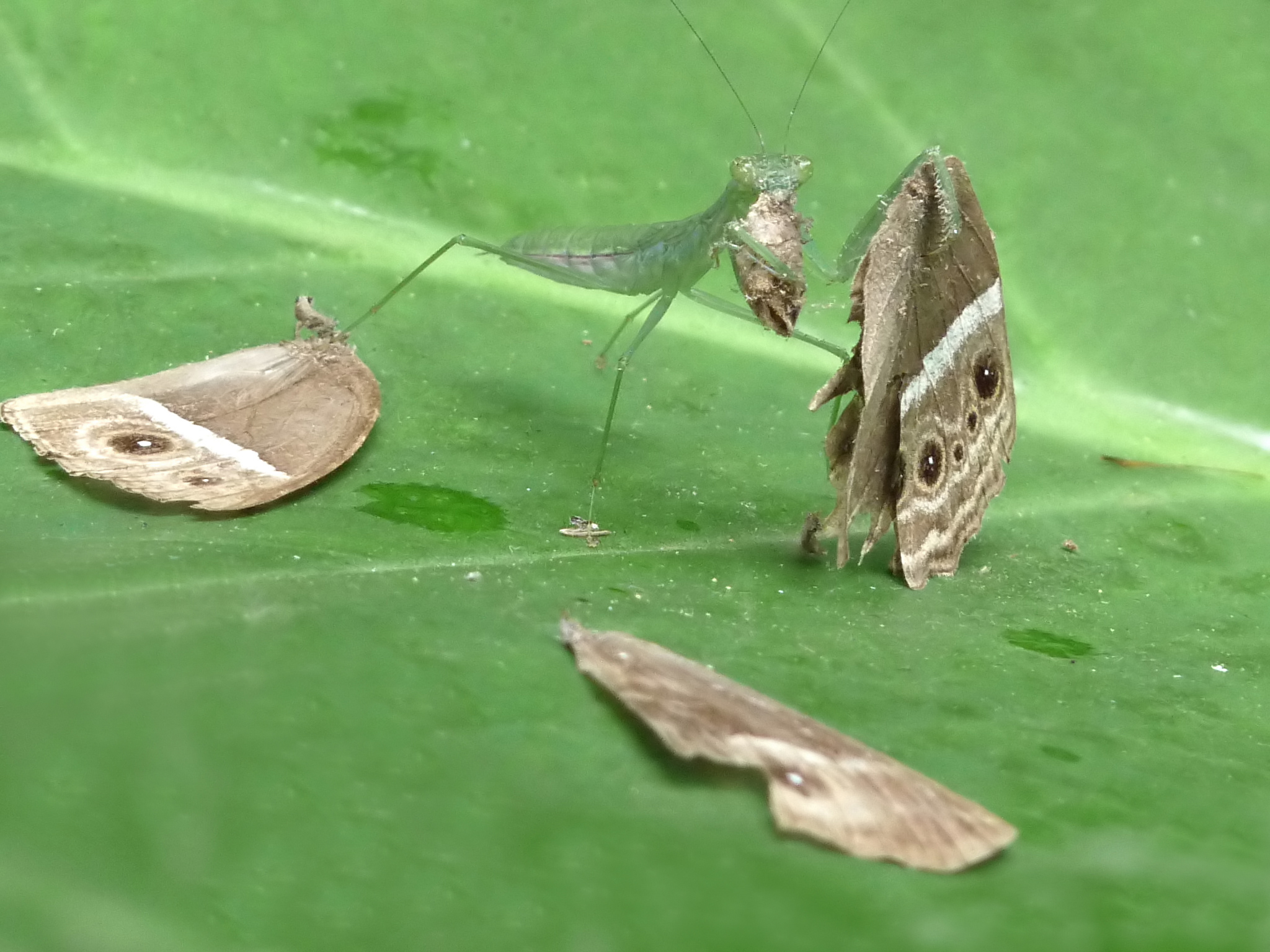
被螳螂捕食的曲斑眉眼蝶

螳螂為廣食性的節肢動物捕食者，在自然狀況下只取食活著的獵物，牠們取食的範圍廣泛，從比自己體型小的同類，到小型脊椎動物都有，例如：蜘蛛、蜥蜴、青蛙、小型鳥類，或魚類 少部分吃草。大部分種類的螳螂都是守株待兔型的掠食者，通常牠們會靜候獵物經過、或是以緩慢的速度接近，在獵物進入螳螂的攻擊範圍後，牠們會以捕捉足高速抓取獵物，而在極度飢餓的情況下，有時也會主動攻擊被偵測到的獵物。有些種類的螳螂屬於主動出擊型的掠食者，特別是地棲型的小型種類，例如：Entella、Ligaria、Ligariella 和Yersiniops等都會在乾燥的沙地上搜索獵物，其行為酷似虎甲蟲。

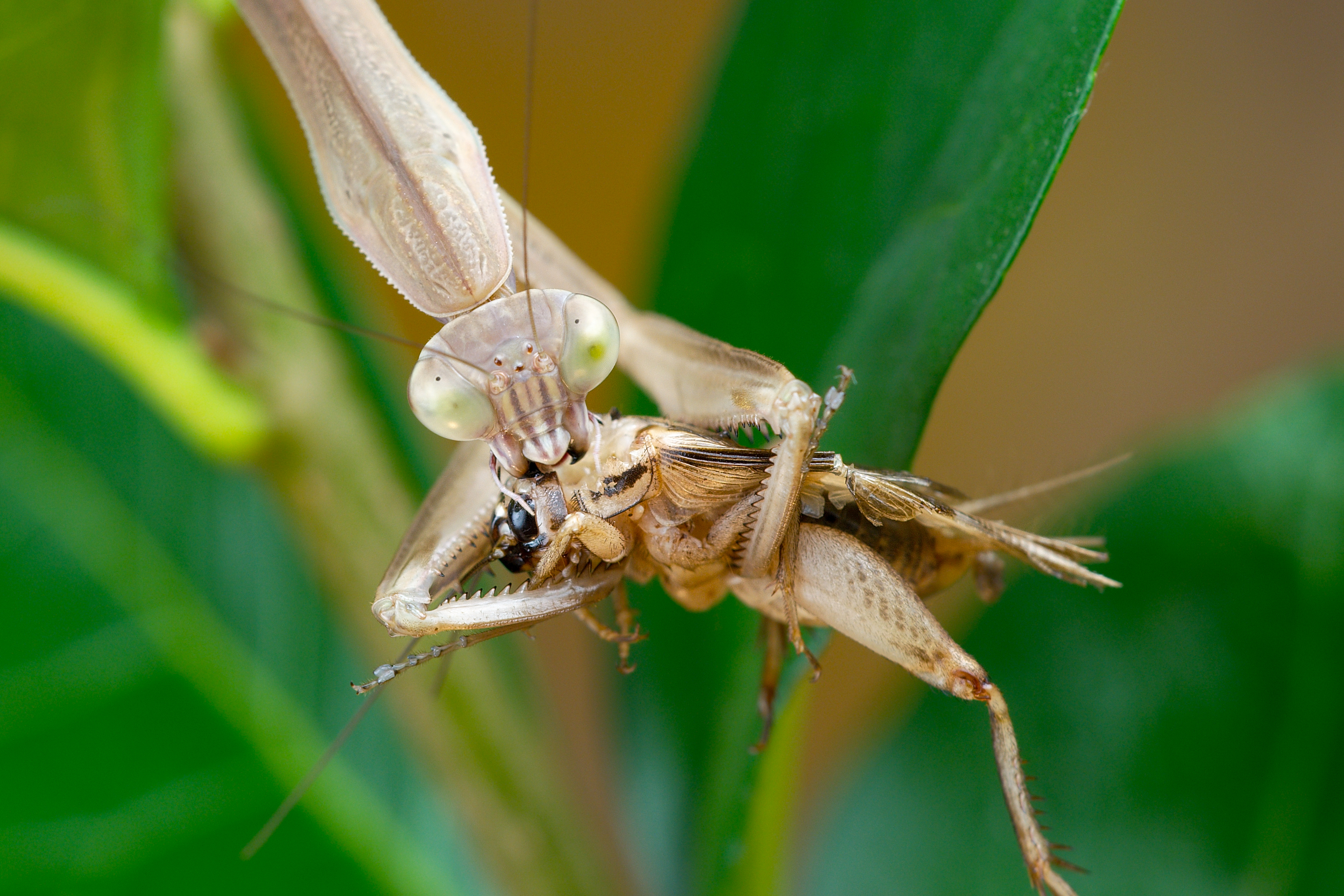
中华大刀螳（Tenodera sinensis）捕食蟋蟀

有些螳螂的前腸（fore gut）的長度極長，有極大的空間可以暫存食物以俟消化，這可能對需要快速進食的昆蟲來說有所助益。此外，曾有研究指出大刀螳在被允許取食花粉的情況下，壽命更長、成長更快、且產下更多子代。

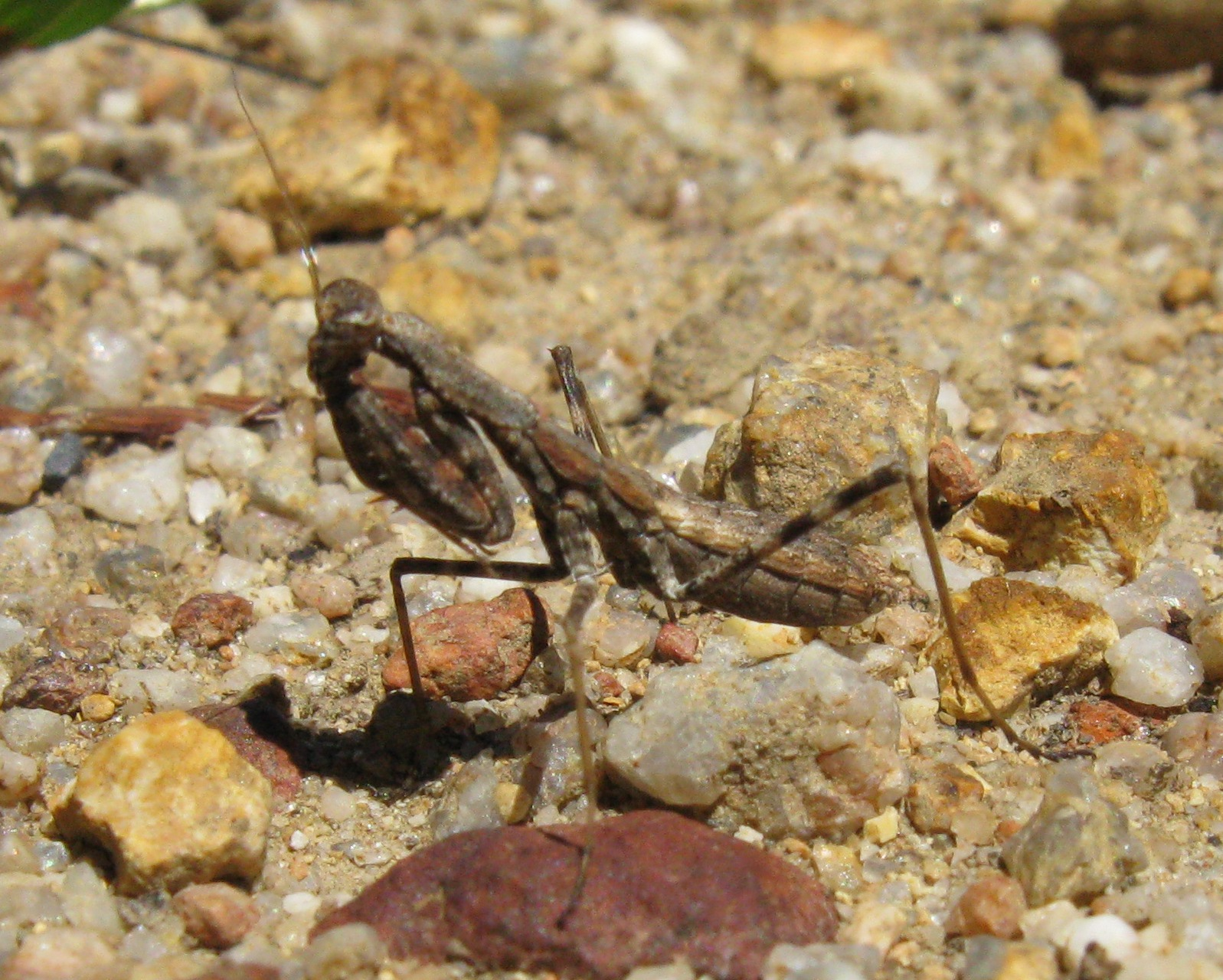
Ligariella 屬的螳螂屬於地棲性的螳螂，會在地上追捕獵物。

### 禦敵適應
螳螂的天敵包含蝙蝠、蛙類、蜥蜴、鳥類，大型鼠类，以及蜘蛛和螞蟻等無脊椎動物。幾乎所有螳螂的初級防禦都屬於偽裝，大部分物種皆擁有絕佳的保護色，為螳螂提供優秀的隱蔽效果，例如：像雨林底層落葉的枯葉螳屬（Deroplatys）、神似葉片的葉背螳屬（Choeradodis）等等，如此可避免遭捕食，也有更大的機會可以捕獵獵物。花螳螂屬（Hymenopus）中有些種類不僅形態酷似花朵，其身體所反射的紫外線波段也正好在蜜蜂科的視覺光譜範圍內，被認為可能有利於吸引訪花昆蟲前來，故有些研究者將其歸類於攻擊型擬態。但也有研究者認為，蘭花螳螂（Hymenopus coronatus）的紫外線反射光譜與其棲息地大多數的花朵的光譜皆不同，並沒有特定的擬態對象，不符合擬態中需存在模仿物種與被模仿物種的定義，因此不贊同稱之為攻擊型擬態的說法。
部分種類的螳螂有著體色多型性（body-color polymorphism）的特性，在相同齡期的不同個體上可以見到不同體色。最常見的體色變異是棕色與綠色、以及介於棕與綠之間的漸層色。此外，同一個體在不同齡期間也可能會有體色的轉換，例如線紋巨螳（Sphodromantis lineola）以及薄翅螳（Mantis religiosa）的若蟲被認為會因環境光線的強度差異而在不同齡期的轉變過程中改變體色、而影響埃及螳螂（Miomantis paykullii）顏色改變的主要因素則是環境的濕度。而有些非洲和澳洲的物種會在乾季末期後蛻皮轉為黑色，得以幫助牠們在大火後的焦土之中藏身（火性黑變，fire melanism）。而有些類群的一齡若蟲甚至長得非常像螞蟻，被認為在形態上可能擬態螞蟻，例如：齒螳屬（Odontomantis）和Mantillica 的若蟲。

有些螳螂在步行或是靜止時，會伴隨著搖擺身體的行為，這種行為可能可以增進螳螂的隱匿效果，使螳螂看起來宛如隨風搖曳的枝葉。不過，這種行為可能還有個更重要的功能，透過搖擺所產生的視角差能讓螳螂更容易分辨眼前物體的遠近，或許對於時常守株待兔的螳螂而言，搖擺是幫助螳螂看清周遭事物的重要行為。

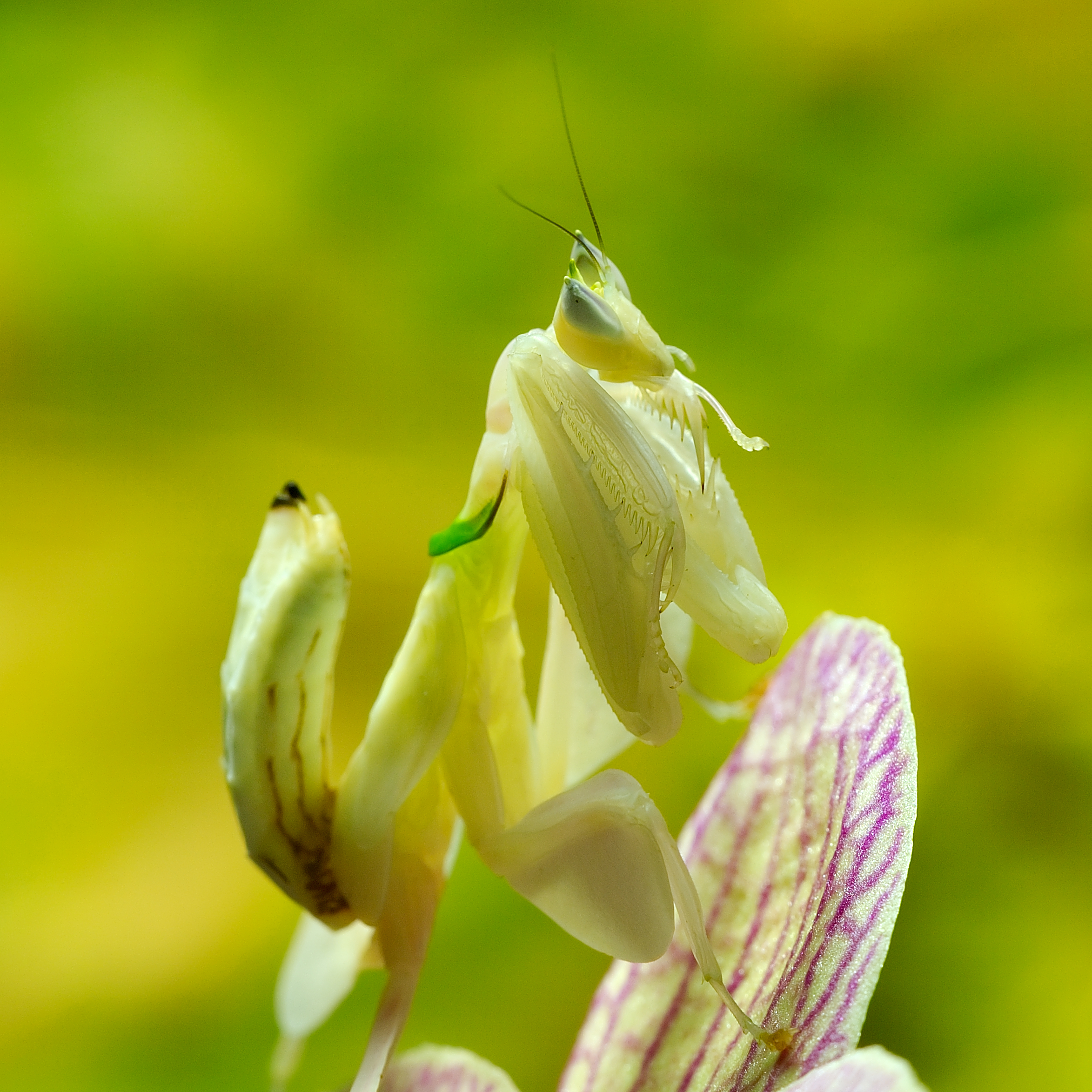
攻擊性擬態：馬來西亞的蘭花螳螂會呈現粉紅或黃色的體色，以偽裝當地的蘭花。

當初級防禦仍無法阻止天敵進逼時，螳螂會啟動次級防禦，其防禦方式大致可分為三大類：威嚇、逃跑及裝死。許多種類的螳螂都會威嚇，牠們會伸直中足、挺起前胸、高舉前足、揚起翅膀，以近似於站立的姿態面向來犯的天敵，使得螳螂看起來比原本還大。此外，有些種類的前胸腹側、前足內側和後翅上有鮮豔的色彩或圖案，藉由突如其來的展示這些顯眼的部位，來驚嚇或嚇阻天敵。有些種類甚至可以透過從腹部的氣孔中加壓排出空氣來發出「嘶嘶」聲，例如靜螳屬（Statilia）的成員。如果來自天敵的威脅尚未解除，威嚇中的螳螂可能會用前足嘗試攻擊敵人。若依然無法勸退天敵，則螳螂會選擇拔腿就跑、有些種類甚至會裝死來騙過天敵，例如姬螳屬（Acromantis）的種類。
除此之外，螳螂有一項特別的次級防禦。有些螳螂的聽器能夠接收蝙蝠發出的超音波，隨著蝙蝠逼近，螳螂所接收的超音波頻率也會跟著上升，而螳螂在夜間飛行時，如果聽器接收到頻率漸漸提高的超音波，牠們會轉為螺旋下墜飛行，藉以躲避蝙蝠的攻擊，即使被蝙蝠擒住，螳螂也會舉起捕捉足奮力嘗試掙脫。

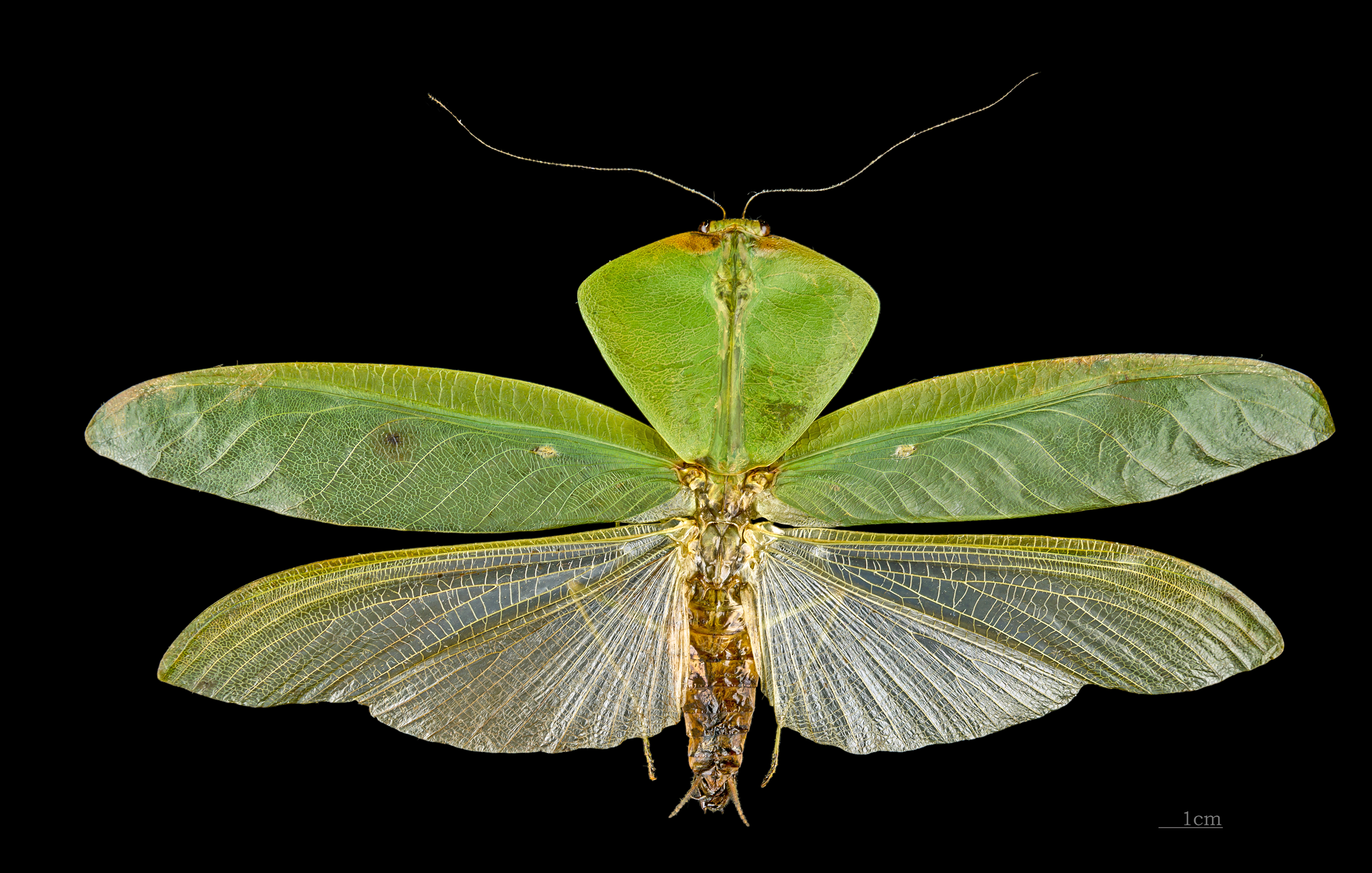
葉擬態：葉背螳（Choeradodis）的翅膀形態與葉片類似，且擁有寬扁的特化胸節。
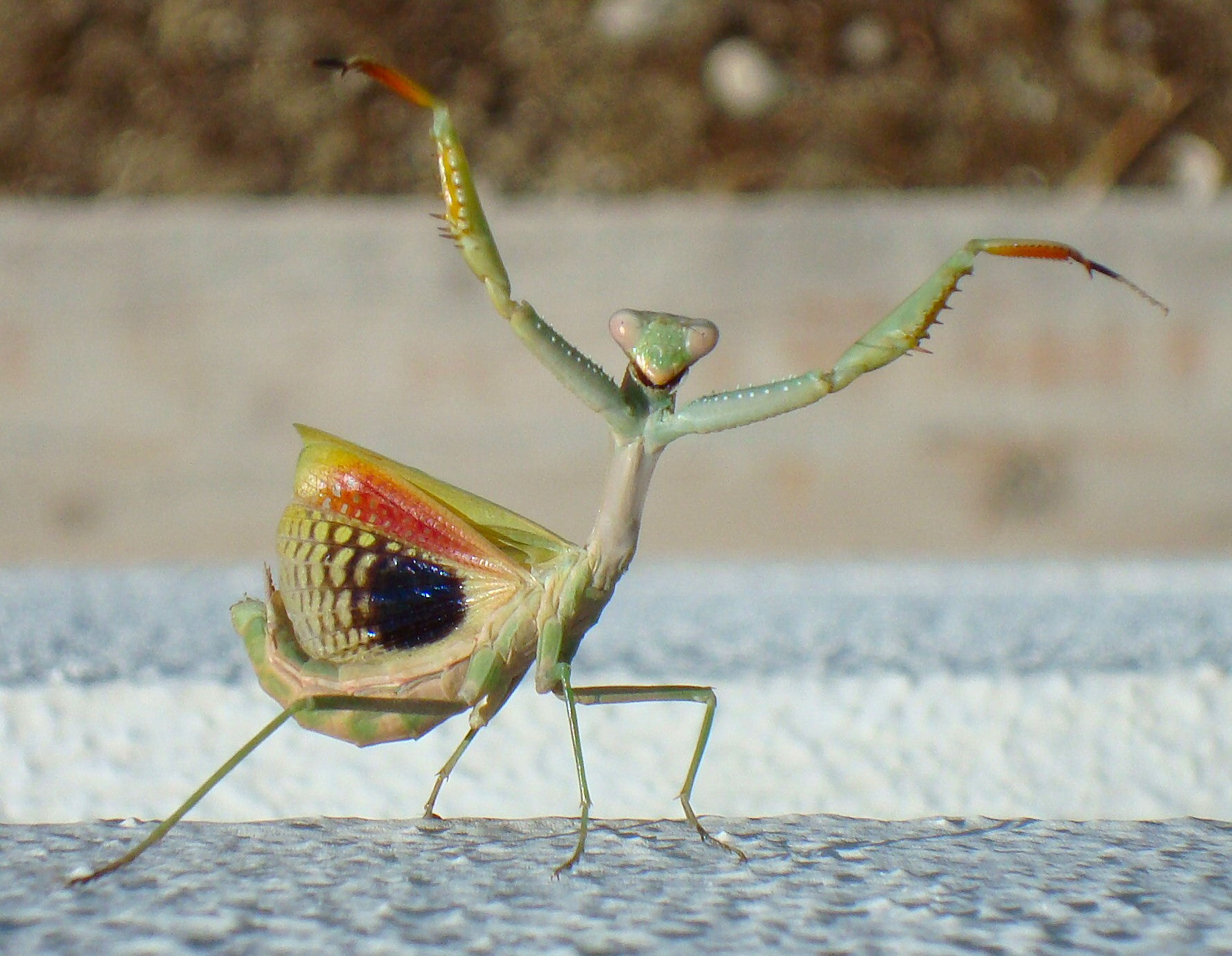
屬模虹螳（Iris oratoria）雌性成蟲展現威嚇行為（英语：threat display），圖中可以看到螳螂將前足高舉，並展翅張口。
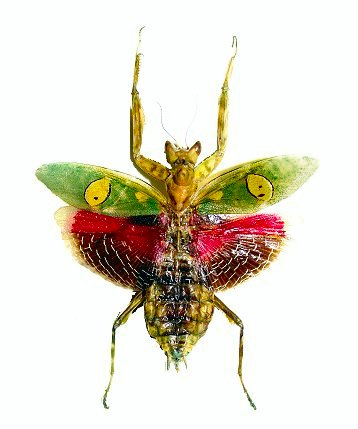
麗眼斑螳（Creobroter gemmatus）的前翅擁有巨大眼斑，在遭到威脅時會突然展翅，具有威嚇（英语：deimatic display）敵人的效果。
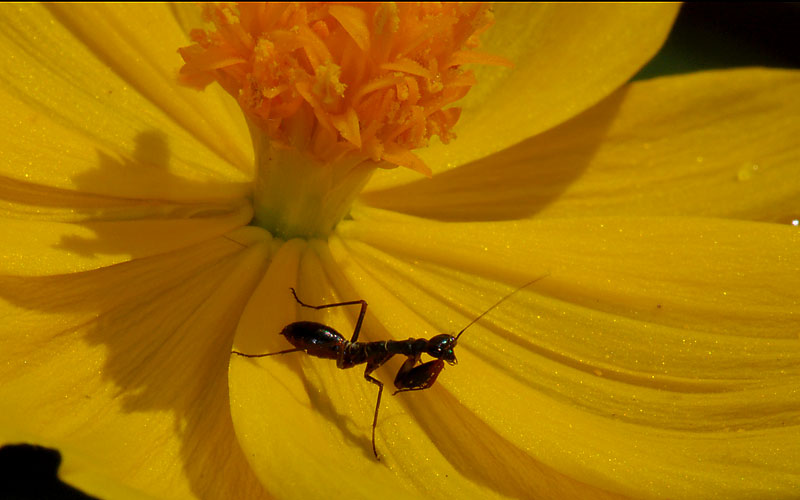
有些螳螂若蟲會擬態為螞蟻來避敵（英语：anti-predator adaptation）。

### 繁殖史和生活史
在溫帶地區，螳螂的繁殖季節通常在秋季，而在熱帶地區則沒有明顯的繁殖季，幾乎全年皆可繁殖。當準備交尾時，雄蟲會從背後跳上雌蟲，以前足鉗住雌蟲的胸及翅基，有些種類例如刀螳等，在上背之後，會以兩根觸角會快速敲擊雌蟲，接著雄蟲會向左側弓起腹部，搜索雌蟲的交尾器，並將精苞送入雌蟲體內。雌蟲產下的卵會被其分泌的泡沫包覆，當外層硬化後會形成一個保護殼。螳螂的卵鞘又稱為螵蛸，一顆螵蛸約包含10至400顆卵，不同物種產卵數各異。不同物種的螳螂會將螳螂卵產於不同地方，有些物種會將螵蛸產於扁平表面上、包覆於植物上，或直接產於地上。儘管螵蛸構造精巧，且具有相對堅硬的外殼，但仍然常為其他物種所取食，如寄生蜂等。麗豔螳科的部分物種發展出了護卵行為，雌蟲會守在卵旁邊避免掠食。Tarachodes maurus 的體色酷似樹皮，在護卵期間會以其腹部蓋住卵塊。在若蟲孵化之前，雌蟲除伏擊經過的獵物外，不會作太多的動作。分布於美國南方的北美竹節螳（Brunneria borealis）則演化出了孤雌生殖的能力，不需與雄蟲交配即能生產子代。非洲綠巨螳（Sphodromantis viridis）和某些纖螳屬（Miomantis）物種也有孤雌生殖的能力，但牠們通常都採取有性生殖。溫帶氣候區的物種成蟲無法活過冬季，其卵塊在冬季則會進入休眠，於春季孵化。
螳螂屬於網翅總目（Dictyoptera），該總目成員皆屬於不完全變態的昆蟲，其生活史會經過卵、若蟲、成蟲三個階段。小型種類的卵約3-4週便會孵化，大型種類則約4-6週。成長過程中不光是體型會有變化，體色也可能會有劇烈的轉變，例如幼期的螞蟻擬態、以及齡期間的體色轉換。螳螂依種類不同，需蛻皮5-10次方可進入成蟲階段，但某些品種公螳螂有時候會比母螳螂少退一層皮，如寬腹螳螂，且在每次轉齡後不會吃掉自己蛻下的外骨骼。在成蟲後，大多數的種類會擁有翅膀，通常雄性的翅膀比雌性的發達。若蟲期的長度則會因種類而異，小型種類可以短至4-8週、大型種類可能長至4-6個月才會長成成蟲。

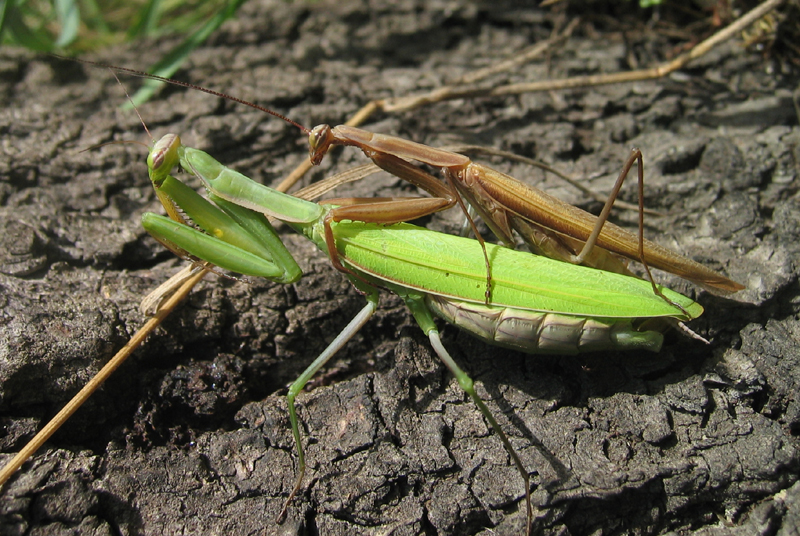
交尾中的薄翅螳（Mantis religiosa），上方褐色者為雄蟲，下方綠色者為雌蟲。
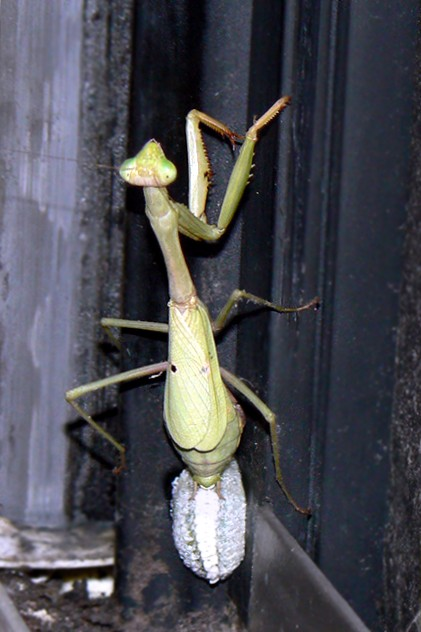
產卵中的卡羅萊納螳螂（Stagmomantis carolina）。
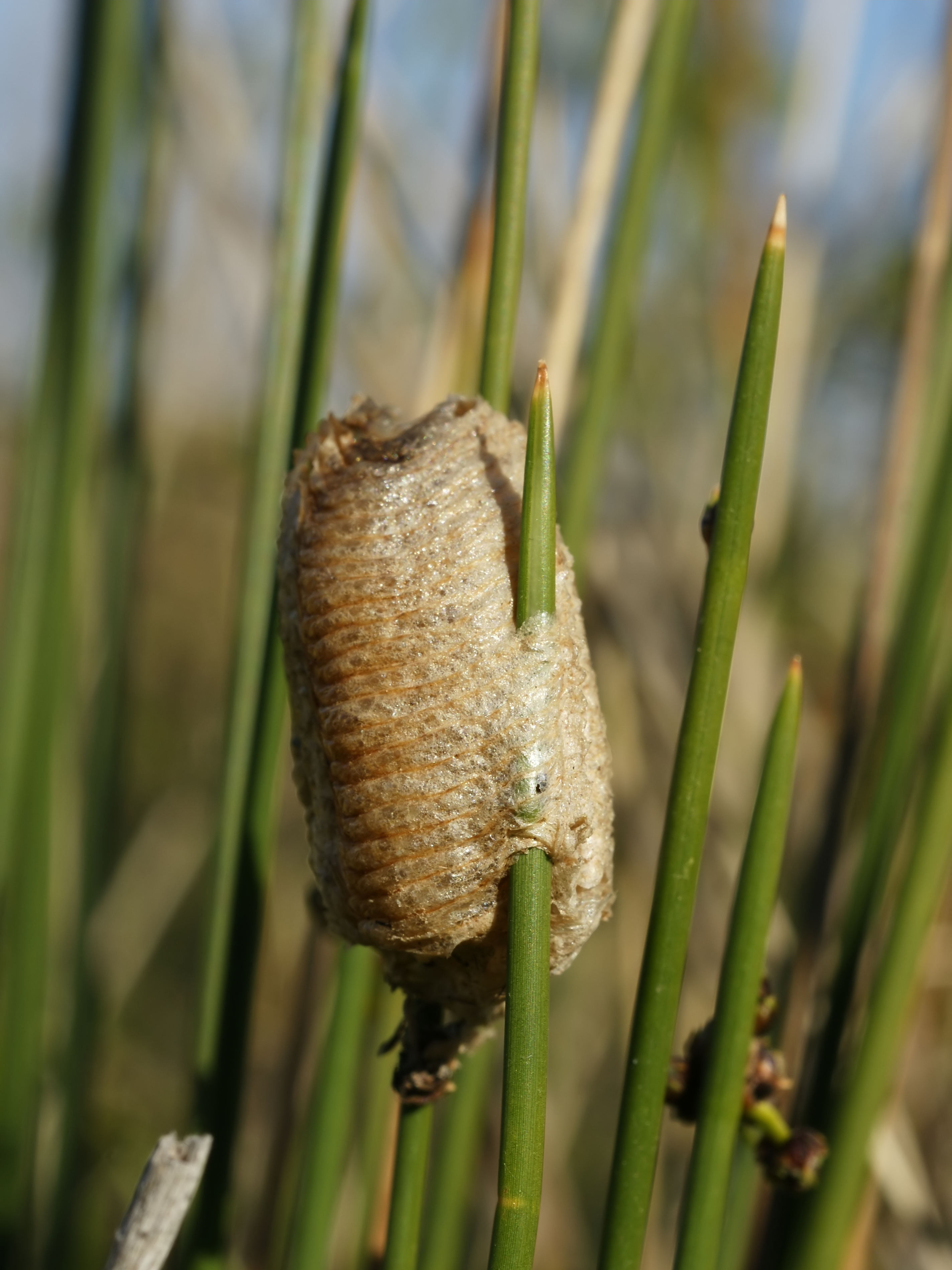
薄翅螳的新鮮螵蛸（英语：ootheca）。
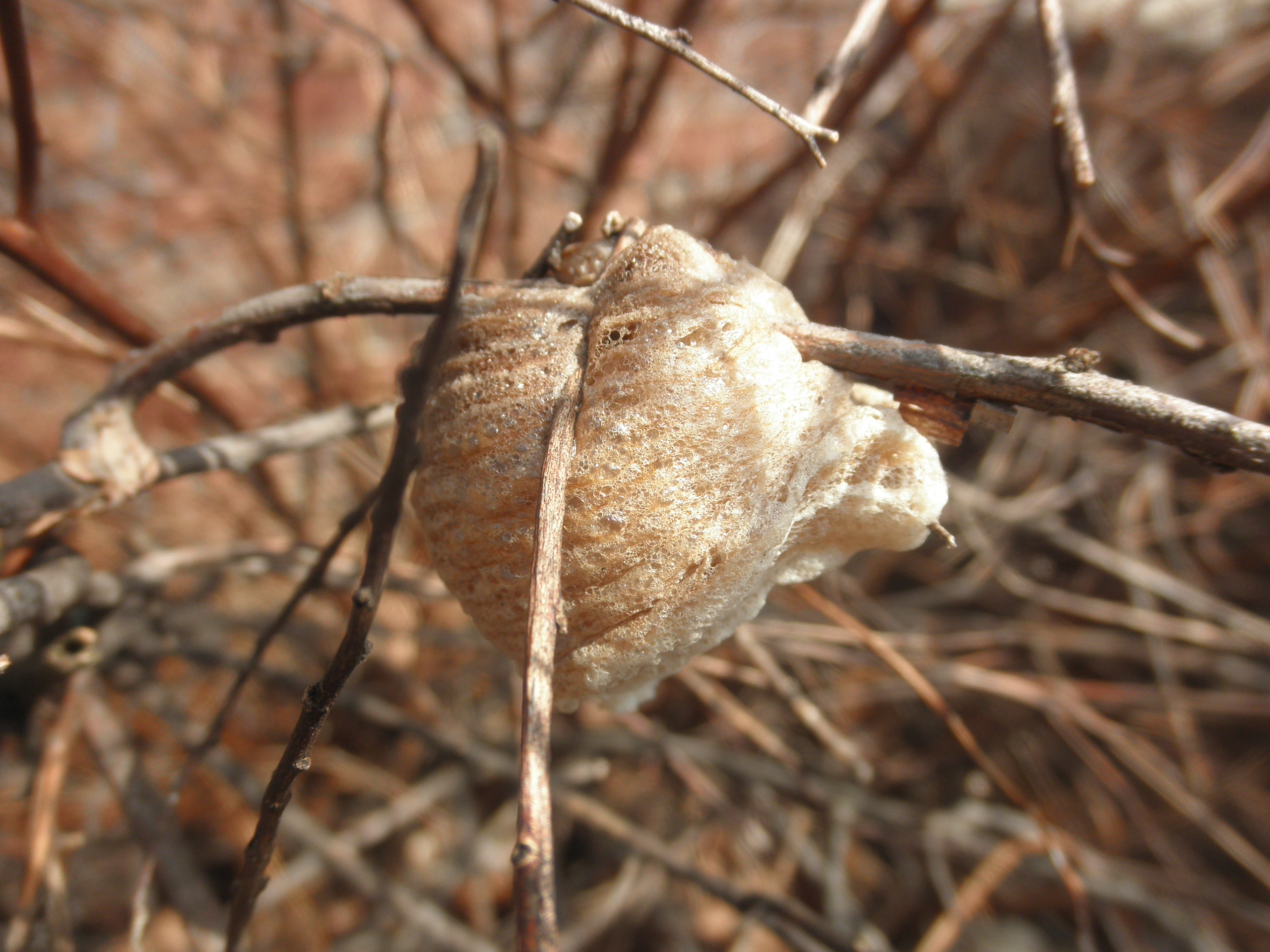
典型的螳螂螵蛸常產於樹叢細枝上。
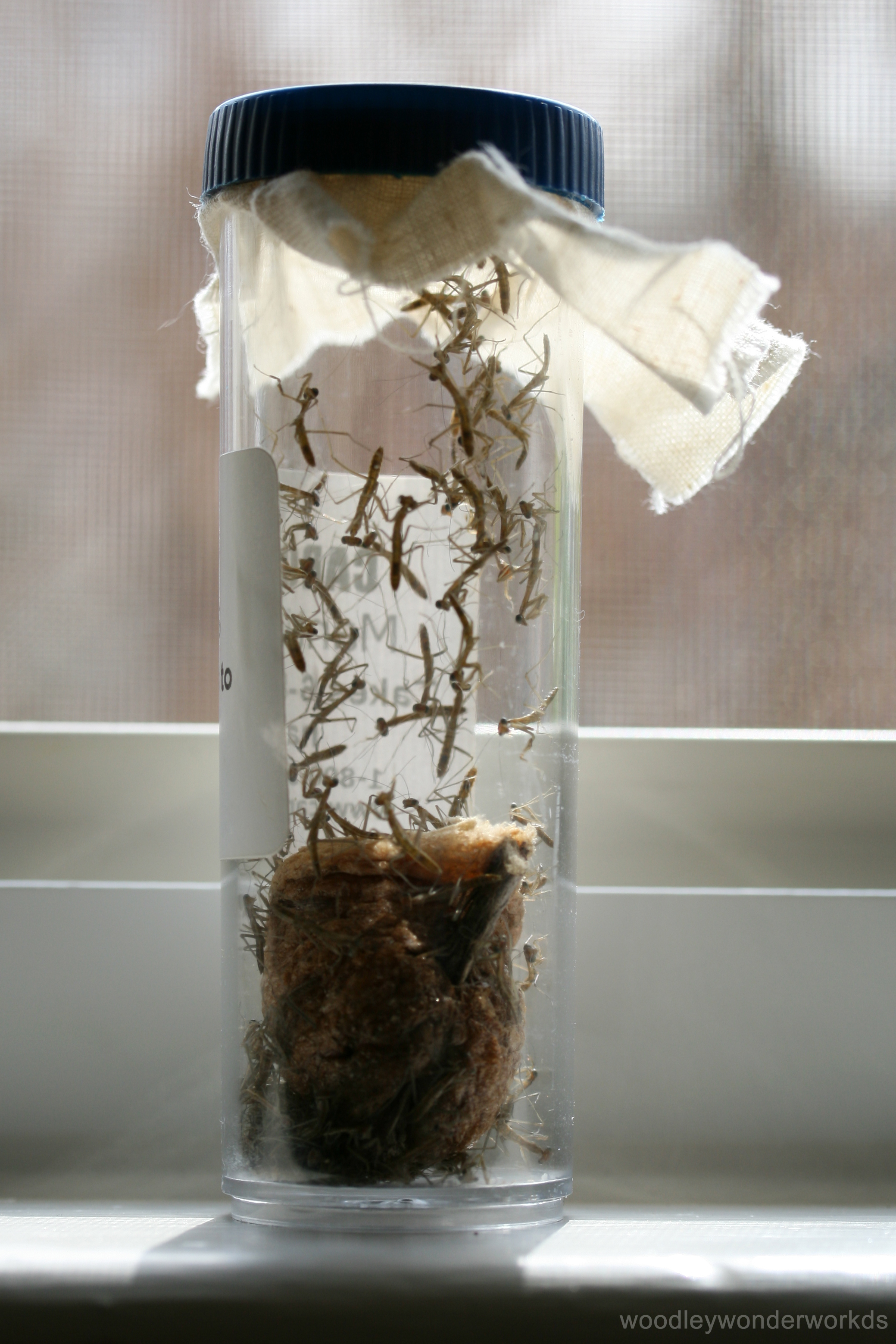
剛孵化的小螳螂。

### 性食

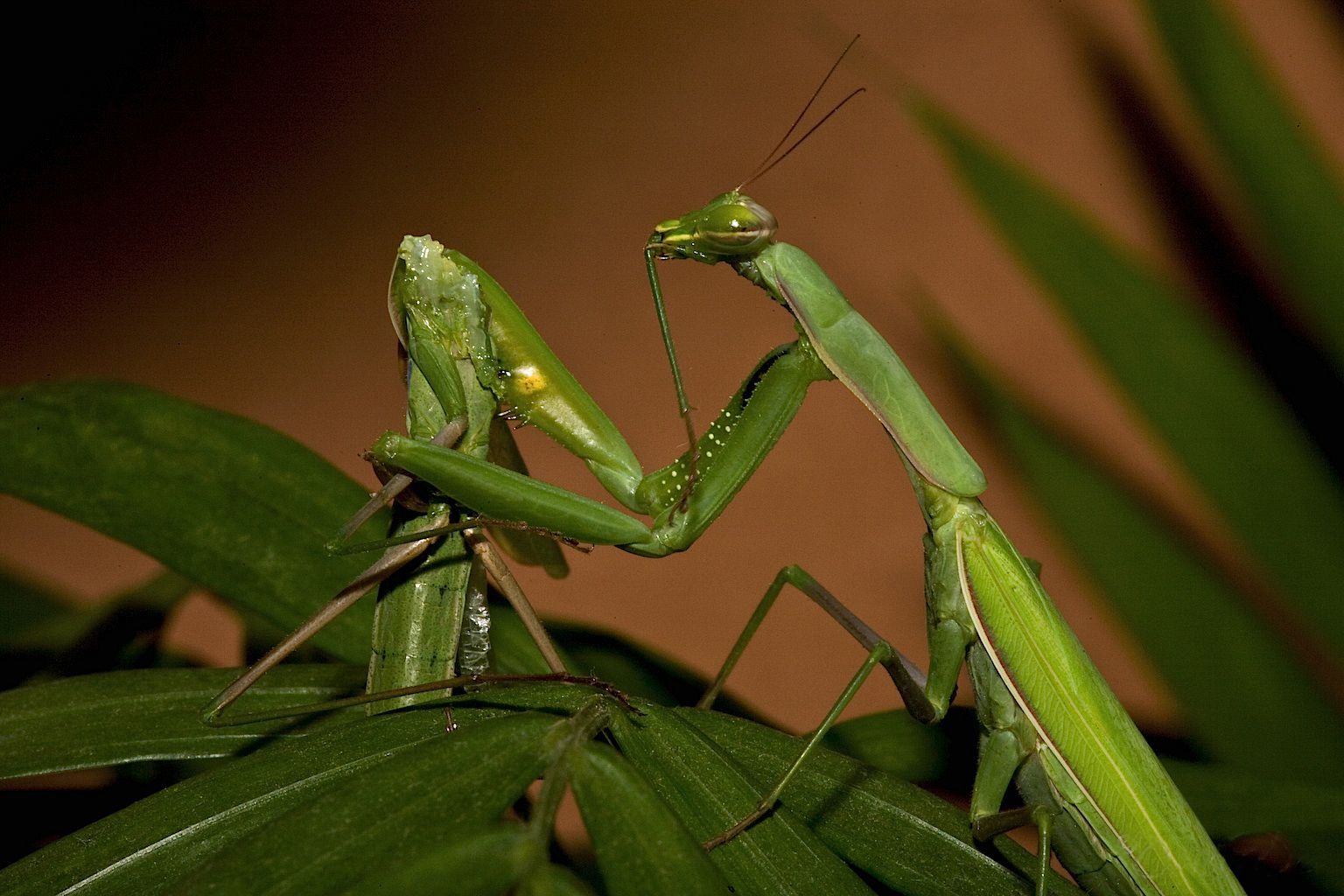
薄翅螳（Mantis religiosa）的性食行為。

性食（sexual cannibalism），意指生物（通常為雌性）在交配前、中、或後攻擊及取食交配對象的行為。
綜觀螳螂目，交配行為在學術文獻中已有紀錄者共有38種，其中有7種未被觀察到有性食行為的發生。相對於整個目共2400種而言，當前僅僅38種的採樣難以為性食在螳螂目中的演化過程給出適當的解釋。不過螳螂作為寵物昆蟲，被飼養以及被觀察過交配行為的種類數量不僅僅只有這38種而已，許多類群都曾觀察過性食的發生，只是其觀察結果未曾收錄進學術型文章中。綜觀全目，應該還是以有潛力發生性食的種類佔大多數，但是性食現象在螳螂目的演化過程中何時發生、是否為單起源、為何發生等問題，目前仍未有具體的答案。
|                       | 有性食之種類 | 幾乎沒有或無性食之種類                      |
| --------------------- | --- | ------------------------------------------- |
| 棘螳科 Acanthopidae   | - Ameles decolor（發生比例極低） | - Acanthops falcata - Acontista multicolor  |
| 花螳科 Hymenopodidae  | - Catasigerpes occidentalis - Hestiasula brunneriana - Tithrone sp. - Creobater urbana - Ephestiasula amiena - Oxypilus hamatus | Odontomantis ornata                         |
| 攀螳科 Liturgusidae   | Humbertiella similis | - Ciulfina biseriata                        |
| 螳科 Mantidae         | - Parastagmatoptera flavoguttata - Hierodula majuscula - Pseudomantis albofimbriata - Litaneutria minor - Hierodula sp. - Hierodula membranacea - Hierodula patellifera - Hierdula tenuidentata - Iris oratoria - Mantis religiosa - Miomantis caffra - 埃及螳螂 Miomantis paykullii - Polyspilota aeruginosa - Sphodromantis lineola - Stagmomantis carolina - Stagmomantis limbata - Tenodera angustipennis - 中华大刀螳 Tenodera sinensis - Orthodera ministralis - Orthodera novazealandiae - Coptopteryx viridis | - Tenodera superstitiosa - Heterochaeta sp. |
| 苔癬螳科 Sibyllidae   | | 苔蘚螳螂 Sibylla pretiosa                   |
| 麗豔螳科 Tarachodidae | Tarachodes afzelii |                                             |
| 細足螳科 Thespidae    | Oligonyx insularis |                                             |

## 古生物學
螳螂化石的出土類群不多，截至2007為止，僅有25個化石種類被發表。目前最早的螳螂化石發現於西伯利亞，約有一億三千五百萬年的歷史。其中一筆來自日本的白堊紀琥珀化石在前腳上有刺，與現生物種相符。大多數琥珀中的螳螂化石為若蟲，模式標本的化石中發現成蟲的比例則相對較高。在2003年，巴西克拉圖組地層出土的1公分長的 Santanmantis axelrodi，相較於現生的螳螂，古螳螂在捕捉足上的刺較不發達。

## 相關文化

### 文學及藝術
早在周代，螳螂即已見諸文學作品之中，例如《莊子》等。宋代唐慎微《证类本草》則對螳螂的螵蛸、生活史、解剖學，以及觸角功能有精確的描述。古希臘對於螳螂的記述較少，但在前5世紀的銀幣上，如西西里的梅塔龐托的德拉克马等，就已經清楚刻繪母螳螂的警戒姿勢。10世紀時，拜占庭時期的《苏达辞书》有描述前臂較長且移動緩慢的綠色蝗蟲，該書將柴樂諾波採集的俗語中有關螳螂形象的部分，解釋為形同枯槁的女性。
一直到18世紀，西方世界才對螳螂的生物學及形態學進行較精確的描述。羅瑟·馮·盧森霍夫在其著作《有趣的昆蟲》（Insekten-Belustigungen）中描述了螳螂及其同類相食行為。

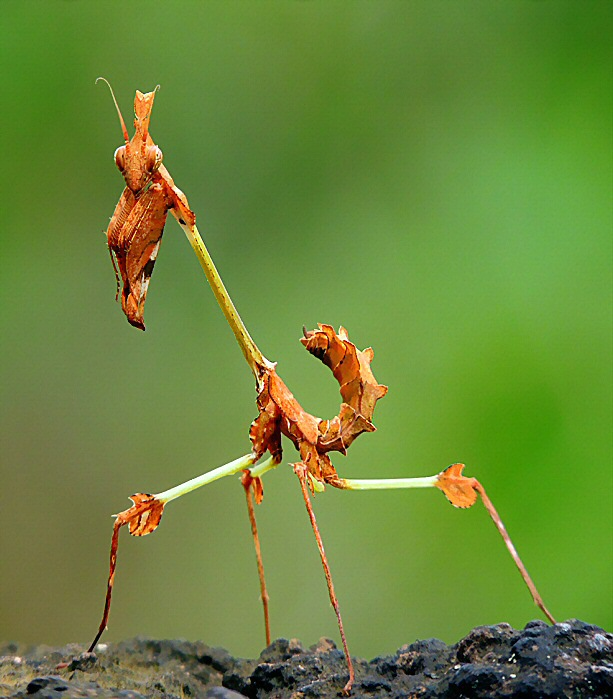
阿道斯·赫胥黎在其1962年的小說《島 (赫胥黎小說)》中，藉由描述了小提琴螳螂性食的天性，對於死亡的本質進行哲學探討。

阿道斯·赫胥黎在其1962年的小說《島》中，藉由描述了小提琴螳螂（Gongylus gongylodes）性食的天性，對於死亡的本質進行哲學探討。自然學家傑拉德·杜瑞爾（Gerald Durrell）在其1956年的自傳性著作《追逐陽光之島》（My Family and Other Animals）中，用四頁描述了一場螳螂與壁虎間的戰鬥。在這場生死鬥即將揭曉前，杜瑞爾說道：
牠（壁虎傑羅尼莫）撲向螳螂，使她蜷起身軀，再用牠的下顎鉗著她胸節下方。西塞莉（螳螂）則用牠的前腳夾住傑羅尼莫的兩隻後腳進行反擊。牠們從天花板，一路激戰到了牆上，弄得沙沙作響。彼此都在設法提升自身的優勢。
莫里茲·柯尼利斯·艾雪的版畫作品《夢》（Dream）描繪了一個與人等高的巨型螳螂站在一個沉睡的主教身邊。1957年怪獸電影《致命螳螂》（The Deadly Mantis）的主角則為一個巨大螳螂。
螳螂在文化上常被用作譬喻致命女郎。這個觀點在Cable、Guy and Rodd、LeLievre、T. McCracken，以及Mark Parisi的卡通漫畫內都有出現過。伊莎貝拉·羅塞里尼在短片《綠色春宮》（Green Porno）中，曾經扮演過螳螂。

### 武術

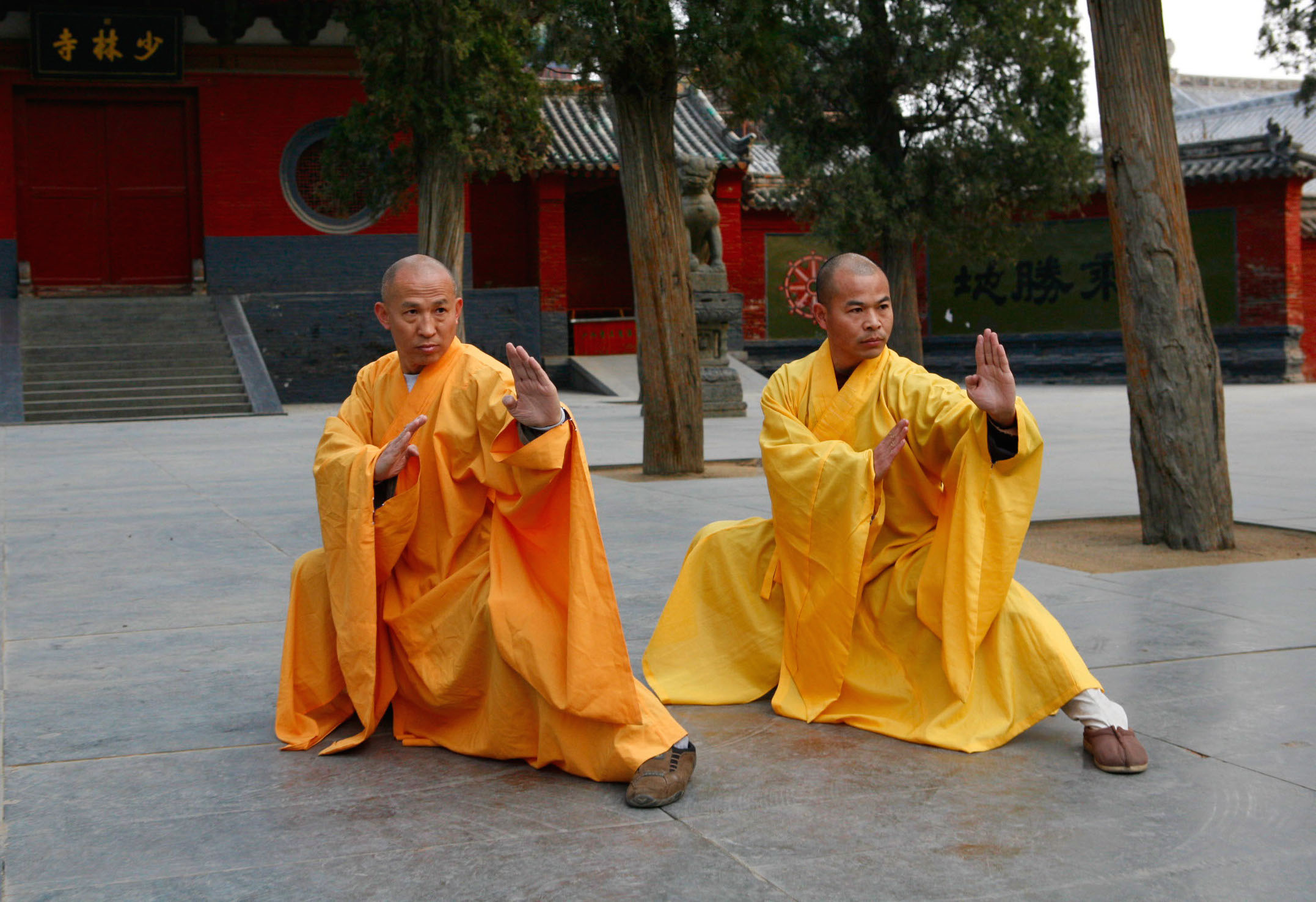
少林寺德如法師和德揚法師演示南派螳螂拳。

中國武術中有數支拳法以螳螂為名，如北派螳螂拳及南派螳螂拳等等。兩者皆在中國廣為流行，甚至流傳西方。

### 宗教及神話
非洲南部的科伊科伊人和桑人有螳螂崇拜的文化。波耳人甚至將螳螂稱為「科伊科伊人的神」。但其實對桑人而言，螳螂僅是創世神卡根（Cagn）的眾多化身之一。卡根的其他化身還包含蛇、野兔，以及禿鷲等等。許多古文明認為昆蟲具有超自然力量，希臘人認為螳螂可以為迷航者導航；古埃及人的《死者之书》則記載螳螂可以引領靈魂到冥界；在尼尼微一份前9世紀的蝗蟲（buru，當時人將螳螂歸類蝗蟲）名錄的辭書中有螳螂的紀錄，稱螳螂為「招魂蟲」（buru-enmeli）及「占卜蟲」（buru-enmeli-ashaga）。

### 寵物飼養

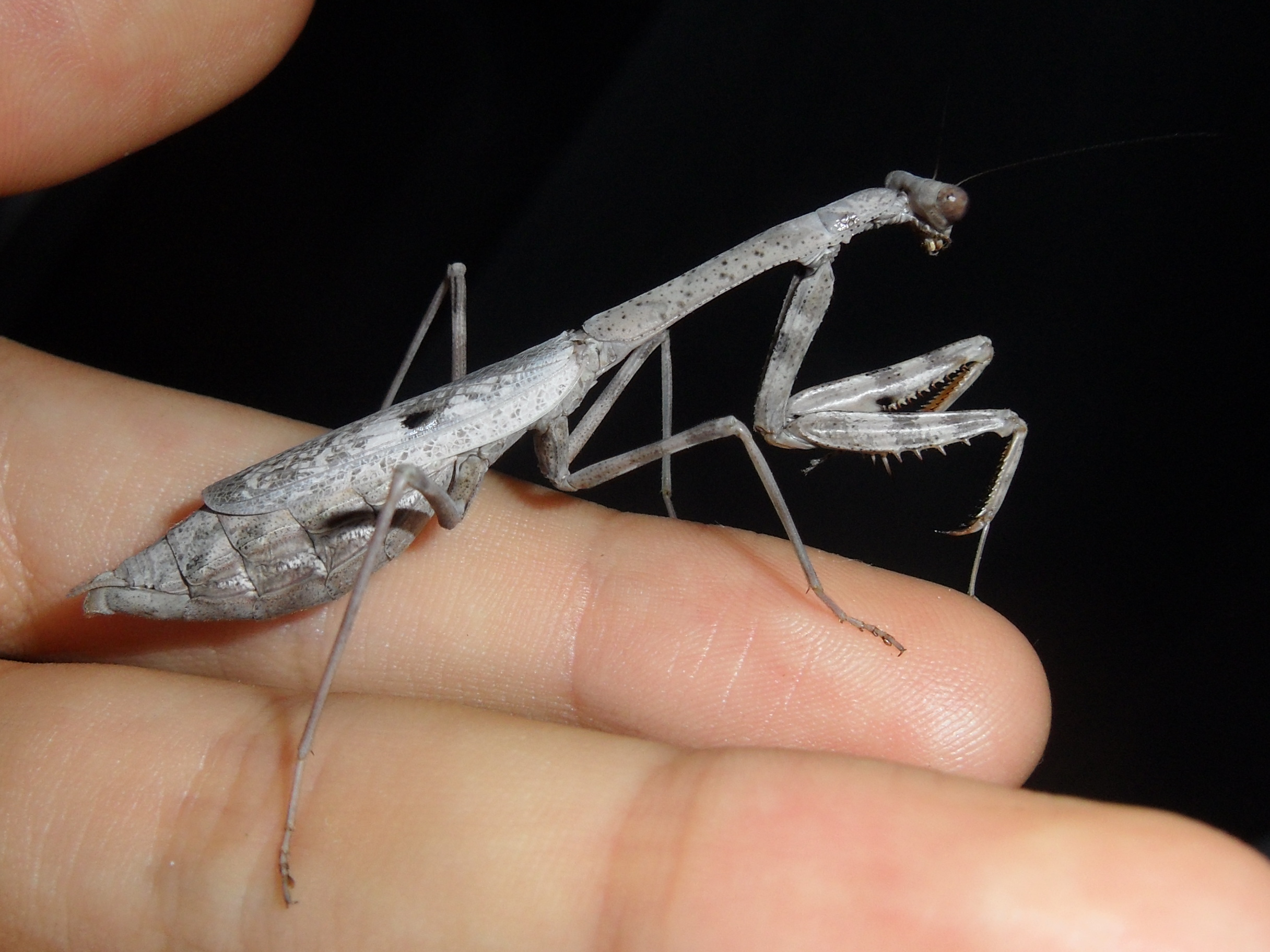
卡羅萊納螳螂 （Stagmomantis carolina）灰色型成蟲

螳螂為常見的寵物昆蟲，但由於螳螂的壽命僅有一年左右，因此飼養者時常也在同時進行繁殖。在1996年時，螳螂研究組（Mantis Study Group）的成員在養殖的物種即至少有50種。《獨立報》的寵物版報導了飼育勇斧螳的文章。《每日郵報》也曾登出飼育非洲芽翅螳螂的文章。

### 害蟲控制
從事有機農業的園藝工作者有時會使用螳螂來意圖控制農業害蟲。但螳螂其實並非生物防治的理想物種，因其繁殖速度不足以應付害蟲，且其捕食對象並無專一性，會同時捕殺農業益蟲。中華大刀螳及薄翅螳曾被引入北美洲進行害蟲控制，但後來卻造成物種入侵。

### 螳螂機器人
螳螂機器人的原型乃受到螳螂捕捉足的啟發，其功能可以行走、爬樓梯和抓取物體。多個可以轉動的關節為螳螂機器人的腳提供了很高的靈巧性，未來的模型可能會進一步模仿前足上的刺，以增加抓取的性能、以及增加抓取食的載重能力。

## 辭源
早在周代，螳螂即已見諸文學作品之中，例如《莊子》。根據《爾雅》紀載，螳螂在古代漢語中又有「螗蜋」、「不過蟷蠰」等稱呼。而英文「Mantis」則源自古希臘文，意為「先知」。1838年，德國昆蟲學家赫爾曼·布爾邁斯特在命名該目時，將「Mantis」加上拉丁化希臘文字尾「eidos」（εἶδος，意指「形態」），組合成「Mantodea」一詞。

## 影視形象
- 《假面騎士空我》 - 未確認生命體36號（B群6號） / Me·Garima·Ba
- 《假面騎士劍》 - 假面騎士聖杯（Chalice） / 紅心A技能 - 變身
- 《假面騎士OOO》 - 「螳螂」核心硬幣
- 《假面騎士REVICE》 - 「螳螂」罪惡印章及基因組

## 外部連結
- Mantis Study Group （页面存档备份，存于） – Information on mantises,  phylogenetics and evolution.

## 延伸阅读
[在维基数据编辑]
 《欽定古今圖書集成·博物彙編·禽蟲典·螳蜋部》，出自陈梦雷《古今圖書集成》